# Anthomyia abyssinica
Anthomyia abyssinica este o specie de muște din genul Anthomyia, familia Anthomyiidae, descrisă de Jaennicke în anul 1867. Conform Catalogue of Life specia Anthomyia abyssinica nu are subspecii cunoscute.